# 河道总督署遗址
河道总督署遗址、济宁河道总督府遗址、驻济宁总督河院署遗址位于山东省济宁市任城区古槐路38号，是第六批全国重点文物保护单位——京杭大运河（已合并为大运河）的在山东省的子项之一。
此处遗址为清朝乾隆以后，東河總督衙门遗址。清朝时，称总河部院署，以明朝济宁左卫署旧址所建。1946年时，建筑已大部湮灭。当代为地下遗址。

## 历史
因济宁地处京杭大运河的中枢地带，元明清三代，均在此设置河道管理机构。元朝时，设都水监。明初，设立河道總督。清朝雍正七年（1729年），河道总督分设三处。济宁州即是東河總督，雍正十二年（1734年），改驻兖州府府城。乾隆初年，迁回济宁州。
总督衙门先后称。总督河道都御史署、总督河院署，俗称总督署、河道总督衙门。明朝万历二十四年（1596年），《兖州府志·建置志》济宁衙署记载，“河道部院军门在州西门迤里，总理河道所驻地。永乐九年（1411年）工部尚书宋礼建，弘治间尚书陈某、隆庆间都御史翁大立修”。清朝乾隆元年，《山东通志·公署志》记载，“总河部院署在城西门内，原系济宁左卫署”旧址。
光绪二十八年（1902年），裁撤东河总督一职，总督署房屋、土地先后由清末兗沂曹濟道、民国初济宁道使用。民国十七年（1928年），山东省高等法院第一分院使用。抗日战争，日军攻占山东的1938年1月之后，总督署被日军兵站占用。抗日战争期间，总督署建筑大部被毁，多数碑刻遗失。2013年8月考古发掘的报告提及，通过对当居民的调查走访得知，总督署诸多建筑在1946年前尚存，毁于1946年。1946年时，其地为济宁公用广场。1955年后，为济宁二中体育场。1996年后，由校办暖气片厂使用。在当代，已成地下遗址。由济宁一中西校校办暖气片厂、济宁二中宿舍楼、济宁市中区法院及任城信用联社、任城区公安局、市商业局及民用房舍占用。
2001年，济宁市运河文化研究会杜庆生提出“抓紧修复‘中国运河之都’标志性建筑——河道总督部院署”的建议，引起上级业务部门，以及中共济宁市委、济宁市政府的重视。2002年起，济宁市有关部门对总督署旧址实行严格的规划控制。2004年，济宁市文物部门进行遗址前期发掘工作。有关部门还请山东省曲阜市古建工程公司制作河道总督署修复模型。2006年，做为山东省的子项之一，列入第六批全国重点文物保护单位——京杭大运河（已合并为大运河）。2010年，在原济宁一中古槐校区（现运河实验中学）北面的宿舍区，考古人员对遗址进行局部勘探性发掘。
2013年8月，济宁市政府成立驻济宁总督河院署恢复发掘指挥部。其中，遗址所在的市中区副区长刘爱芹任副指挥。济宁市文物考古研究室、市中区文物旅游局组织人员于8月5日至8月22日进行遗址发掘工作，由于地面建筑占压，可发掘面积不多。共发掘探沟8条，面积约350平方米，发掘出多处墙基和砖铺地面。2017年4月，中共济宁市委、济宁市政府决定尽快对总督署遗址进行全面修复。2018年，该项目列入建设大运河文化带重点工程。
2022年，山东省文化和旅游厅、山东省自然资源厅《关于公布第一至八批全国重点文物保护单位保护范围和建设控制地带的通知》中，遗址保护范围调整为：东至古槐路道路西侧约60米；南至西门大街道路中心线，在西门大街与院前街交叉口处至西门大街以南建筑南外墙；西至云路街道路中心线；北至院后街道路中心线。以《大运河遗产山东段保护规划（2012—2030年）》划定的建设控制地带为准。遗址建设控制地带调整为：东至古槐路道路西侧；南至西门大街道路中心线向南约30米沿线；西至云路街道路中心线向西约30米沿线；北至院后街道路中心线向北约20米沿线。
2024年时，已建成河道总督署遗址公园。遗址公园东南建有河道总督署展示馆，建筑面积3981平方米，展陈面积1950平方米，采用新中式风格设计。展示馆共分三层，地下一层为临时展厅，地上二层为固定展厅。固定展厅以“砥柱中原转漕上国”为主题。

## 建筑
河道总督署建筑布局，与现存的保定直隸總督署、南京两江总督署、淮安漕运总督署基本相同。根据清朝制度，已是全国少见的部院级衙门规格。建筑平面整体呈长方形，南北向中轴线。由中路建筑和左右对称的东路、西路建筑组成。

### 布局
据乾隆版《济宁直隶州志》等史料记载及部分老人回忆，河道总督署坐落在济宁城西门大街（院门口街）路北，坐北面南。后部是院后街，门前的南北向小街是院前街。西墙外是云路街。
2010年的考古发掘显示，总督署占地5公顷，建筑面积1.6万平方米。2013年8月的考古发掘报告则称，总督署东西长约140米，南北约227米，占地面积约为31800平方米（约48畝）。建筑面积约3000平方米，共有厅、堂、亭、门、牌坊等40个单体建筑，约合门堂厅房115间。

#### 大门区域
东西大街路南设有影壁，壁高6米、宽20多米，厚约1.5米。影壁左、右两侧有旗鼓厅，厅外各置旗杆石座。衙门前东西两侧，横跨院门口大街，各建有一座三间楼阁式木牌坊。东牌坊书“砥柱中流”，西牌坊书“转漕上国”。东西大街路北为大门，门两侧为八字墙。在高约0.5米的高台上建有三间外敞式的大门。左右配置石狮，两侧各有一处三间硬山顶砖房，均书“材官厅”，为河务用材采购管理机构。

#### 中路建筑
总督署大门内为中路第一进院落，配置东厢、西厢。正北为仪门，三间置三门。仪门两侧各设有角门一座。仪门北是第二进院落，院落正北是五间大堂，前置抱廈，为東河總督升堂处理政务、迎接圣旨、审饬规章，以及办理案件之处。院落东西各有若干间配房。
大堂北为第三进院落，称二堂，正北为五间房屋，门匾书“禹思堂”，院落左右各有若干间配房。再北为第四进院落，称三堂，正中为五间面南房屋，东西列有若干间配房。二堂、三堂是总督及其属官议事、接待客人之处。大堂、二堂、三堂中的配房分别是内道厅、旗鼓厅、中军厅、巡捕厅、泉河厅、管河厅及一般官员办公之处。同时，设有茶房、水房。
三堂之后为第五进院落，院内北部置三座“寝房”。居中的主寝房当是東河總督居所。

#### 东路建筑
东路建筑有五个院落，但外墙宽度不同，其西墙为直线，东墙不呈直线。建筑前置院门，第一个院落是中镇官厅，西有配房。第二个院落是署衙神祠。第三个院落是书办专用房，院北正中、院东侧建有平房，均为硬山顶建筑，灰瓦覆顶。
第四个院落的前墙为两个小门并列，区分为两个独立小院。小西门内建有换洗楼，又名雅歌楼，原名帝咨楼，是总督署官员娱乐休闲之处。小东门内为治平山堂，原名百乐圃，是小型会客室。第五个院落为总督署后花园，习称“东园”。东园内，有花木、假山、荷池，假山上建有双松亭。东路建筑之东有长条形闲置空院，院内有御碑亭及碑刻。

#### 西路建筑
西路建筑为几处大小不一的散落院落。第一个院落南墙设有两门，各一间，门额置“官厅”匾額，院内为六间官厅正房，分置东、西房门。往北为第二个院落，正中建有一座“三官庙”，三间房，供奉尧、舜、禹。
三官庙后为第三个院落，标准四合院式的书房院，前有南屋三间，中间为过道，后有三间北屋，东西均置配房。最后为第四个院落，前置一间式门楼，北有三间正房，东西为配房。院落墙外均是闲置空地。文献记载，西部有西园（韬园）、射圃，当是演武厅所在。是为東河總督属下官兵所建的专用习武场地。

### 考古遗迹
2013年8月的考古发掘区域分为2个区。1区位于今一中暖气片厂院内，有5条探沟。1区的1、2、3号探沟，推测发现的是西路建筑遗址。其中1号、3号探沟，可能是官厅和三官庙遗迹。2号探沟的墙基可能是中路建筑的西围墙。4号探沟的西南东北向墙基，东面摸白灰可能为大门西侧的八字墙基础。5号探沟的砖铺地面可能为大门前的路面。
2区位于西门大街北中介所门前，有3条探沟，因为发掘太少，无明确发掘结果。推测凌乱墙基可能为东路建筑的基础。